# Уюе
Уюе, або У-Юе (спрощ.: 吴越; кит. трад.: 吳越; піньїнь: Wúyuè) — держава, що утворилася після падіння династії Тан у 907 році. Ця династія керувалася ванами з роду Цянь. Правління цієї династії тривало 71 рік. Останній володар Цянь Чу у 978 році добровільно визнав себе данником династії Сун. З цим самостійне існування Уюе припинилося.

## Історія
Засновником держави став військовик Цянь Лю, який відзначився під час придушення повстання Хуа Чао у 880-х роках. У 887 році імператором Сі-цзуном з династії Тан призначається цзєдуши Цянтьтана (сучасне м. Ханчжоу). У 902 році отримує титул вана (князя) Юе, а у 904 році — вана У. Після повалення у 907 році династії Тан та утворення династії Пізня Лян Цянь Лю оголосив про утворення незалежної держави Уюе.
Ця держава охоплювала території сучасних провінцій Чжецзян, частину Цзянсу та Фуцзянь. Із самого початку володарі Уюе намагалися протидіяти сусідам — царствам Мінь, Південна Тан та У. У 940-х роках Уюе на деякий час вдалося розширити кордони, проте вже у 950-х роках Уюе опинилася в оточені.
В економічній сфері вани Уюе намагалися розвивати морську торгівлю, ремісництво. Приділялася значна увага розбудові портів та розширенню торговельного флоту, який торгував з Японією, державами Кореї, династією Ляо. Для цього були налагоджені дипломатичні відносини з Хупекче, Сіллою, Ляо, Японією. Водночас перші володарі багато зробили для розвитку сільського господарства, меліорації, зведення різних гребель, розширення гирла річок.
Загалом держава відзначалася внутрішньою стабільністю, майже відсутністю чвар між аристократами та придворними.
Починаючи з 960-х років, Уюе не намагалося проводити загарбницьку політику, зберігала мирні відносини зі всіма сусідами. Втім у 978 році під тиском династії Сун ван Цянь Чу визнав себе даником останньої (зрікся самостійної влади та титулу), а з його смертю у 988 році припинився рід ванів Уюе.

## Культура
Вани Уюе були прихильниками буддизму, сприяли його розвитку, зведенню численних храмів та монастирів. Найвідомішою є пагода Баочу у столиці держави Цяньтан.
Водночас як офіційну та літературну мови володарі запровадили уську, становленню та розвитку якої приділяли значну увагу.

## Вани
| Посмертне ім'я                       | Особисте ім'я                    | Роки правління | Девіз і роки правління |
| ------------------------------------ | -------------------------------- | -------------- | --- |
| У-сюй-ван 武肅王 Wǔ Sù Wáng          | Цянь Лю 錢鏐 Qián Liú            | 907–932        | - Тянью (天祐 Tianyou)907 - Тяньбао (天寶 Tianbao)908-912 - Фенлі (鳳歷 Fengli)913 - Цяньхуа (乾化 Qianhua)913-915 - Чженьмін (貞明 Zhenming)915-921 - Лонде (龍德 Longde) 921—923 - Баода (寶大 Baoda)：924-925 - Баочжен (寶正 Baozheng)926-931    |
| Вень-му-ван 文穆王 Wén Mù Wáng       | Цянь Юнуань 錢元瓘 Qián Yuánguàn | 932–941        | - Чансін (長興 Changxing)932-933 - Іншунь (應順 Yingshun) 934 - Цінтай (清泰 Qingtai) 934—936 - Тяньфу (天福 Tianfu) 936—941 |
| Чжун-сянь-ван 忠獻王 Zhōng Xiàn Wáng | Цянь Цзуо 錢佐 Qián Zuǒ          | 941–947        | - Тяньфу (天福 Tianfu) 941—944 - Кайюнь (開運 Kaiyun) 944—946 |
| Чжун-сюнь-ван 忠遜王 Zhōng Xùn Wáng  | Цянь Цзун 錢倧 Qián Zōng         | 947            | - Тяньфу (天福 Tianfu) 947 |
| Чжун І-ван 忠懿王 Zhōng Yì Wáng      | Цянь Чу 錢俶 Qián Chù            | 947–977        | - Цянью (乾祐 Qianyou) 948—950 - Гуаншунь (廣順 Guangshun) 951—953 - Сяньде (顯德 Xiande) 954—960 - Цзяньлун(建隆 Jianlong) 960—963 - Цяньде (乾德 Qiande) 963—968 - Кайбао (開寶 Kaibao) 968—976 - Тайпін Сінгуо (太平興國 Taiping Xingguo) 976—978 |